# Sintetička goriva
Sintetičko gorivo je tekuće gorivo dobiveno od ugljena, prirodnog plina, ulja škriljevca ili biomase.  Može se također odnositi na goriva dobivena od raznih krutih otpada, npr. polimera ili gume. Može se također (ne tako često) odnositi na plinovita goriva koja se dobivaju na sličan način. Termin "sintetička goriva" se koristi da bi se opisala goriva proizvedena Fischer Tropsch procesom, pretvorbom metanola u benzin ili direktnim ukapljivanjem ugljena.
U srpnju 2009. godine kapacitet proizvodnje sintetičkih goriva u svijetu iznosio je preko 240 000 barela dnevno, s brojnim novim projektima u izgradnji ili razvoju.

## Klasifikacija i načela
Termin 'sintetičko gorivo' ima nekoliko različitih značenja i može uključivati različite tipove goriva. Tradicionalna definicija postavljena od strane Međunarodne energetske agencije definira 'sintetičko gorivo' kao bilo koje tekuće gorivo dobiveno od ugljena ili prirodnog plina.  Udruga iz SAD-a za energetske informacijae definira sintetička goriva u njezinom godišnjem izvješću 2006., kao gorivo proizvedeno od ugljena, prirodnog plina, biomase ili hrane za životinje kroz kemijske pretvorbe u sintetičke nafte i/ili sintetičke tekuće proizvode.  Brojne definicije sintetičkih goriva uključuju goriva proizvedena iz biomase, te industrijskog i komunalnog otpada.  Definicija sintetičkih goriva kaže da se može sastojati od uljnog pijeska i ulja škriljevca kao izvora sintetičkog goriva.  U priručniku 'Sintetička goriva' petrokemičar James G. Speight ukljućuje tekuća i plinovita goriva jednako kao i kruta goriva dobivena konverzijom ugljena, ulje škriljevca ili katran, i razne oblike biomase kao izvore sintetičkog goriva, iako priznaje da je u kontekstu zamjene naftnih derivata ima čak i šire značenje.  Ovisno o kontekstu metanol, etanol i vodik mogu također biti uzeti u obzir.
Sintetička goriva su dobivena postupkom kemijske pretvorbe. Metode pretvorbe mogu biti direktna pretvorba u tekuća transportna goriva, ili indirektna pretvorba u kojoj se tvar prvo pretvara u sintetski plin koji onda prolazi kroz dodatne procese pretvorbe da bi postao tekuće gorivo.  Osnovne metode uključuju pougljičavanje, pirolizu, hidrogenaciju i toplinsku obradu.

## Povijest
Direktna pretvorba ugljena u sintetičko gorivo je prvotno razvijena u Njemačkoj.
Bergiuosov proces je razvio Friedrich Bergius, prijavivši patent 1913.godine. Karl Goldschmidt pozvao ga je da sagradi industrijsko postrojenje za njegovu tvornicu Th. Goldschmidt AG (poznatu kao Evonik Industries)  1914. godine. Proizvodnja je počela tek 1919. godine.
Indirektna konverzija ugljena (gdje se ugljen rasplinjava a potom pretvara u sintetičko gorivo) je također razvijena u Njemačkoj. Tu tehnologiju razvili su Franz Fischer i Hans Tropsch 1923. godine  Tijekom Drugog svjetskog rata Njemačka je koristila sintetička ulja (njem. Kohleverflüssigung) za proizvodnju zamjenskih naftnih derivata koristeći Bergiusov proces (za ugljen), Fischer Tropsch proces i druge metode (U gradu Zeitzu korišteni su TTH i MTH procesi).
1931.godine, britanski Zavod za znanstvena i industrijska istraživanja smješten u Greenwichu u Engleskoj osniva malo postrojenje gdje se vodik u plinovitom stanju dodavao ugljiku na ekstremno visokim tlakovima s ciljem proizvodnje sintetičkih goriva.
Postrojenja s Bergiusovim procesom bila su nacističkoj Njemačkoj primarni izvor visoko kvalitetkog zrakoplovnog benzina, sintetičkog ulja, sintetičke gume, sintetičkog metanola, amonijaka i dušične kiseline.  Približno jedna trećina proizvodnje Bergiusovim procesom je obavljana u gradovima Police i Leuna u Poljskoj. Grad Ludwigshafen je imao puno manje postrojenje s Bergiusovim procesom gdje je dodatno poboljšana "kvaliteta benzina dehidrogenacijom" koristeći DHD proces.
Razredi kvalitete sintetskog ulja uključuju T.L. jet gorivo, visokokvalitetni zrakoplovni benzin, benzin za zrakoplovne luke i benzin srednje kvalitete;  a proizvedeni plin i diesel su sintetizirani za gorivo (npr. preuređeni oklopni tenkovi su koristili proizvedeni plin).  Do početka 1944., proizvodnja njemačkog sintetičkog goriva je dosegnula više od 25 postrojenja,uključujući 10 postrojenja na području Ruhra.  
Godine 1937., četiri glavna Njemačka postrojenja za proizvodnju ugljena (lignita)u gradovima Böhlen, Leuna, Magdeburg/Rothensee i Zeitz, zajedno s tvornicama iz Ruhra za preradu bitumenskog ugljena u gradu Scholven/ Buer su proizvodili 4,8 milijuna barela goriva.  Četiri nova hidrogenacijska postrojenja  (njem. Hydrierwerke) su naknadno sagrađeni u gradovima Bottrop Welheim (gdje se koristio bitumenski ugljeni katran), Gelsenkirchen (Nordstern), Pölitz, i Wesseling.  Nordstern i Pölitz/Stettin su koristili bitumenski ugljen, kao i nova Blechhammer postrojenja.  U gradu Heydebrecku sintetizirano je jestivo ulje, koje je testirano na zatvorenicima u koncentracijskom logoru.
 Osoblje Edmunda Geilenberga je koristilo 350,000 uglavnom stranih radnika na prisilnom radu za rekonstrukciju bombardiranih postrojenja za sintetizaciju ulja, u programu hitne decentralizacije za gradnju 7 podzemnih hidrogenacijskih postrojenja za zaštitu od bombardiranja (nijedno nije dovršeno). Projektanti su odbili takav zahtjev jer bi rat bio dobiven prije nego što bi se bunkeri dovršili. U lipnju 1944., projekt 'Cuckoo' - podzemno postrojenje za proizvodnju sintetičkog ulja (800,000 m2) je izgrađeno u Himmelsburgu,  sjeverno od Mittelwerka, ali je postrojenje ostalo nedovršeno sve do kraja Drugog svjetskog rata.
Indirektni Fischer Tropsch (FT) proces je doveden u SAD nakon Drugog svjetskog rata u postrojenje koje je proizvodilo 7000 barela nafte dnevno, a sagrađeno je gradu Brownsvilleu,u Texasu. Postrojenje je predstavljalo prvi komercijalno upotrebljivu visoko temperaturnu Fischer Tropschovu konverziju. Postrojenje je bilo u funkciji od 1950. do 1955., kada je ugašeno zato što je cijena nafte pala zbog povećane proizvodnje i velikih nalazišta na Bliskom istoku.
Godine 1949., demonstracijsko postrojenje za pretvorbu ugljena u benzin je sagrađeno i pušteno u funkciju od strane SAD-ovog nacionalnog ureda za rudnike u gradu Louisiana, Missouri.  Postrojenja za direktnu pretvorbu su također razvijena u SAD-u nakon Drugog svjetskog rata, uključujući 3 TPD postrojenje u gradu Lawrenceville, New Jersey.

## Procesi
Postoje brojni procesi koji se mogu koristiti za proizvodnju sintetičkih goriva. Te procese možemo svrstati načelno u 3 skupine: indirektni, direktni i procesi proizvodnje biogoriva.
Ovo je popis različith tehnologija korištenih za proizvodnju sintetičkih goriva. Valja imati na umu da, iako je ovaj popis napravljen za tehnologiju pretvorbe ugljena u kapljevinu, mnogi od ovih procesa su identični procesima koji se koriste za proizvodnju od sirovina biomase ili prirodnog plina.

### Indirektna konverzija
Indirektna konverzija je doživjela najveći razvoj u svijetu, s proizvodnjom od oko 260.000 barela dnevno,  i s mnogim drugim dodatnim vezanim projektima proizašlima iz njezina razvoja.
Indirektna konverzija u širem smislu se odnosi na procese u kojima biomasa, ugljen ili prirodni plin se pretvaraju u mješavinu vodika i ugljikovog monoksida poznatijeg kao sintetički plin ili preko rasplinjavanja ili pretvaranjem para metana, te se ti plinovi pretvaraju u tekuće transportno gorivo koristeći jednu od brojnih tehnologija pretvorbe ovisno o željenom konačnom proizvodu.
Glavne tehnologije za proizvodnju sintetičkih goriva iz sintetičkog plina su Fischer Tropschova sinteza i Mobil proces - proces u kojem se pretvara metanol u benzin (eng. Methanol-To-Gasoline, tj. MTG). Postoje neke tehnologije koje su u razvoju za proizvodnju etanola iz sintetičkog plina, iako to još nije demonstrirano na komercijalnoj razini.
Fischer Tropsch proces koristi kobaltne ili željezne katalizatore za tipične reakcije sintetičkog plina i transformira sintetički plin u kapljevinu (prvenstveno dizelsko gorivo i mlazno gorivo) te eventualno u voskove.
Za proces proizvodnje sintetičkih goriva kroz indirektnu pretvorbu se često spominje izrazi (procesi):  pretvorba ugljena u kapljevninu (eng. Coal-To-Liquids, tj.CTL), pretvorba plina u kapljevinu (eng. Gas-To-Liquids, tj. GTL) ili pretvorba biomase u kapljevinu (eng. Biomass-To-Liquid, tj. BTL), ovisno o početnoj sirovini. Najmanje tri projekta (Ohio River Clean Fuels, Illinois Clean Fuels i Rentech Natchez) su kombinacijama sirovina ugljena i biomase stvorili hibridnu sirovinu - sintetičko gorivo poznato pod imenom CBTL (eng. Coal and Biomass To Liquids).
Tehnologije indirektne pretvorbe se također može koristiti za proizvodnju vodika, kao potencijalno gorivo za uporabu u gorivim ćelijama ili kao iskoristivi nusproizvod.

### Direktna pretvorba
Direktna pretvorba se odnosi na procese u kojima sirovine ugljena ili biomase bivaju direktno pretvorene u poluproizvode ili gotove proizvode, bez potrebe prolaska kroz međukorak tijekom procesa pretvorbe u sintetički plin putem rasplinjavanja.
Proces direktne pretvorbe može biti podijeljen na dvije metode: piroliza, pougljičavanje i hidrogenacija.

#### Hidrogenacijski procesi
Jedna od glavnih metoda direktne pretvorbe ugljena u kapljevinu korištenjem hidrogenacije je Bergiusov proces.  U ovom procesu, ugljen se ukapljuje mješanjem s vodikom pri visokim temperaturama (hidrogenacija). Suhi ugljen se miješa s teškim uljima koja su reciklirana u procesu. Katalizator se dodaje u smjesu. Reakcija se odvija na temperaturama između 400 – 5000 °C i tlaku između 20 – 70 MPa. Reakcija se može napisati na sljedeći način:
{\displaystyle n{\rm {C}}+(n+1){\rm {H}}_{2}\rightarrow {\rm {C}}_{n}{\rm {H}}_{2n+2}}
Nakon Prvog svjetskog rata nekoliko je postrojenja sagrađeno u Njemačkoj; ta postrojenja su intenzivno korištena tijekom Drugog svjetskog rata za opskrbu Njemačke gorivom i mazivima.
Kohleoel proces su razvile u Njemačkoj kompanije Ruhrkohle i VEBA, a korišten je u demonstracijskom postrojenju koje je imalo kapacitet proizvodnje lignita 200 tona/dnevno. Nalazilo se u gradu Bottrop, u Njemačkoj. Postrojenje je bilo u funkcijij od 1981. do 1987. godine. U ovom procesu ugljen se miješao s recikliranim otapalima i željeznim katalizatorima. Nakon pregrijavanja i tlačenja, dodan H2. Proces se odvija u cijevastom reaktoru na tlaku 300 bar i temperaturi 470°C.  Taj proces je razvila kompanija SASOL iz Južne Afrike.
Tijekom 70-ih i 80-ih godina 20. stoljeća, japanske su kompanije Nippon Kokan, Sumitomo Metal Industries i Mitsubishi Heavy Industries razvile NEDOL proces. U ovom procesu ugljen se miješa s recikliranim otapalima i sa sintetičkim katalizatorom na bazi željeza. Nakon pregrijavanja biva dodan H2. Reakcija se odvija u cjevnom reaktoru na temperaturi između 430°C i 465°C na tlaku 150 - 200bar. Proizvedeno ulje ima nisku kvalitetu i zahtjeva dodatne obrade.   H-Coal proces kojeg je razvila kompanija Hydrocarbon Research, Inc., 1963.godine, miješa prah ugljena s recikliranim kapljevinama, vodikom i katalizatorom u reaktoru. Prednosti ovog procesa su da se raspad i nadogradnja ulja odvija u istom reaktoru, a proizvodi imaju visok H:C omjer i brzo vrijeme reakcije, dok su glavni nedostaci visoki prinos plina, visoka potrošnja vodika i ograničeno područje korištenja nafte zbog nečistoća .
SRC-I i SRC-II (eng. Solvent Refined Coal) procesi su razvijeni od kompanije Gulf Oil i izvedeno kao pilot postrojenje u SAD-u tijekom 60-ih i 70-ih godina 20. stoljeća.  
Kompanija Nuclear Utility Services Corporation je razvila hidrogenacijski proces kojeg je patentirao Wilburn C. Schroeder 1976. godine.  U proces se ubacuje suhi ugljen u prahu koji se miješa s 1% molibdena koji služi kao katalizator. 
Do hidrogenacije dolazi korištenjem visokih temperatura i tlakova. Proces u konačnici daje sintetički sirovi proizvod, naftu, ograničenu količinu plina, srednje-tešku kapljevinu prikladnu za uporabu kao gorivo,male količine NH3 i značajne količine CO2.  
Ostali jednostupanjski hidrogenacijski procesi su: Exxon Donor Solvent Process, Imhausen High-pressure Process i Conoco Zinc Chloride Process.
Također i postoje brojni dvostupanjski procesi ukapljivanja; međutim,  nakon 80-ih preživio je jedino katalizatorski dvostupanjski proces ukapljivanja, modificirani oblik H-Coal procesa. Među njima su još i Liquid Solvent Extraction Process koji je razvila tvrtka British Coal i Brown Coal Liquefaction Process koji je razvijen u Japanu.
Chevron Corporation je razvila proces koji je Joel W. Rosenthal nazvao CCLP (eng. Chevron Coal Liquefaction Process).  To je jedinstven proces zbog sprega nekatalizatorskog reaktanta i katalizatorske jedinice. Na takav način proizvedeno ulje ima jedinstve na svojstva u odnosu na druga ulja proizvedena iz ugljika, lakše je i ima manje heteroatomne nečistoće. Procesom se proizvodi do 6 tona goriva dnevno, ali nije bio komercijalno isplativ.

#### Piroliza i procesi pougljičavanja
Postoje brojni procesi pougljičavanja. Pougljičavanje obuhvaća pirolizu ili suhu destilaciju,a proizvodi kondenzirani ugljeni katran, naftu, vodenu paru, nekondenzirani sintetički plin i krute ostatke. Kondenzirani ugljeni katran i nafta se dalje obrađuju hidrogenacijom s namjerom uklanjanja sumpora i dušičnih spojeva, nakon čega bivaju prerađeni u goriva.
Tipičan primjer pougljičavanja je Karrickov proces. Proces je osmislio Lewis Karrick 1920. godine. Karrickov proces je niskotemperaturni proces pougljičavanja u kojem se ugljen zagrijava od 360°C do 750°C bez prisutnosti zraka. Takve temperature poboljšavaju proizvodnju ugljenog katrana u bogatiji lakši ugljikovodik nego normali ugljeni katran. Međutim, proizvedeni fluidi su većinom nusproizvodi, zato što je glavni proizvod koks - kruto gorivo koje se ne dimi.
COED proces, razvijen u kompaniji FMC Corporation, koristi fluidizirani sloj za preradu u kombinaciji s povećanjem temperature, kroz četiri stupnja pirolize. Toplina je prenesena od vrućih plinova proizvedenih potrošnjom krutih ostataka. Modifikacija ovog procesa, COGAS proces, uključuje dodatno rasplinjavanje ugljena. 
TOSCOAL proces, analogija TOSCO II procesu destilacije ulja škriljevca i Lurgi-Ruhrgas procesu, koji se također koristi za ekstrakciju ulja škriljevca, koristi vruće reciklirane krutine za prijenos topline.
Tekući prinosi pirolize i Karrickovog procesa imaju malu komercijalnu uporabu za proizvodnju sintetičkih goriva.  
Osim toga, proizvedene kapljevine su niske kvalitete i zahtijevaju dodatne tretmane da bi se mogle koristiti kao motorna goriva. U konačici, mala je vjerojatnost da će ovi procesi donijeti ekonomski održive količine tekućih goriva.

### Procesi proizvodnje biogoriva
Primjer procesa sintetičke proizvodnje biogoriva je HRJ (eng. Hydrotreated Renewable Jet ).
Postoje brojne varijante ovog procesa u razvoju isto kao testiranja i certificiranja.
Postoje dva takva procesa koje razvija tvrtka UOP LLC. Jedan koristi krute sirovine biomase, a drugi koristi sirovine kao što su masti i ulja. Proces koristi krute izvore biomase kao što je trava ili drvo i koristi pirolizu za proizvodnju bio ulja, koje je onda katalizatorski stabilno i bez kisika, te pogodno za proizvodnju mlaznih goriva. Proces koristi prirodna ulja i masnoće koje prolaze kroz procese uklanjanja kisika,  nakon čega slijedi hidrokrekiranje i izomerizacija kako bi se proizveo obnovljivi sintetički kerozin.

### Procesi proizvodnje uljnog pjeska i uljnog škriljevca
Sintetičke sirovine mogu također biti dobivene od obradom bitumena ili sintetizacijom tekućih ugljikovodika iz ulja škriljevca. Ovdje također postoje brojni procesi proizvodnje goriva od ulja škriljevca pirolizom, hidrogenacijom ili toplinskim raspadom.

## Komercijalizacija
Vodeća kompanija u komercijalizaciji sintetičkih goriva je Sasol, a nalazi se u Južnoj Africi.
Kapacitet komercijalnih postrojenja za proizvodnju sintetičkih goriva diljem svijeta iznosi preko 240 000 barela dnevno, uključujući postrojenja za indirektnu pretvorbu koja koriste Fischer Tropsch proces u Južnoj Africi (Mossgas, Secunda CTL), Qatar Oryx GTL i Malaysia Shell Bintulu i Mobil proces (pretvorba metanola u benzin), postrojenje u Novom Zelandu.
Brojni veliki projekti se razvijaju u Kini i Kataru. Neki analitičari vjeruju da će kineska proizvodnja sintetičkih goriva premašiti proizvodnju Južne Afrike do 2015., i novi i zanimljivi kapaciteti u Kataru bi također trebali 2009 prestići Južnoafričku proizvodnju.

### Postojeći proizvođači
Već je spomenuto da je vodeća tvrtka za komercijalnu proizvodnju sintetičkog goriva tvrtka Sasol koja se nalazi u Južnoj Africi. Sasol upravlja s jedinim svjetskim komercijalno isplativim Fischer Tropsch postrojenjem u gradu Secunda, s kapacitetom 34 000 barela dnevno.
Sasolov Oryx GTL postrojenje u Kataru proizvodi 29 000 barela dnevno.

Royal Dutch Shell proizvodi dnevno 14 700 barela Fischer Tropsch postrojenjem u mjestu Bintulu, u Maleziji.

Mossgas postrojenje u Južnoj Africi proizvodi dnevno 45 000 barela sintetičke nafte Fischer Tropsch procesom.

Tvrtka Shenhua Group pokrenula je sredinom 2009. godine postrojenje kojim je postignuta stabilna proizvodnja u studenom 2010. od 1,08 milijuna tona godišnje (približno 22 000 barela dnevno) postupkom ukapljivanja ugljena CTL procesom u Ejin Horo Banner u sjevernoj kineskoj autonomnoj pokrajini Unutrašnja Mongolija. Shenhua namjerava u konačnici proširiti objekt da bi mogli proizvoditi oko 5 milijuna tona sintetičkog goriva godišnje (oko 102 000 barela).

Shenhua također očekuje da će uskoro završiti projekt proizvodnje sintetičkog goriva koristeći Fischer Tropschov indirektni proces pretvorbe u kojem bi proizvodili godišnje 6 milijuna tona goriva već u ¾ 2009. godine.
 
U rujnu 2011. godine Shenhua je prijavila profit novog postrojenja ostvaren tijekom prve polovice 2011. godine.  Ukupna proizvodnja tekućeg goriva tijekom tog perioda bila je oko 470 000 tona dnevno, a troškovi proizvodnje bili su oko 60$ po barelu.

Druge kompanije koje su razvile tehnologiju pretvorbe ugljena ili plina u tekućinu (na pilot postrojenju ili u komercijalne svrhe) su također: ExxonMobil, StatoilHydro, Rentech i Syntroleum.

### Projekti u izgradnji
Pearl GTL projekt, zajedničko ulaganje tvrtke Shell i Qatar Petroleum je u izgradnji u Ras Laffanu u Kataru, a kad se sagradi proizvodit će 140 000 barela nafte Fischer Tropschovim procesom. Proizvodnja bi mogla početi u 2011. ili 2012. godini.

Za Escravos GTL projekt u Nigeriji očekuje se da će proizvoditi 34 000 barela sintetičke nafte Fischer Tropschovim procesom, a proizvodnja će početi 2013. godine.

Projekt Yankuang procjenjuje da će brzo probiti granicu od 22 000 barela sintetičke nafte dnevno (1 milijun tona godišnje) indirektnom pretvorbom. Konačni proizvod uključuje 780 800 tona diesela, 258 400 tona nafte i 56 480 tona LPG-a.

### Predloženi projekti

#### Sjedinjene Američke Države
U SAD-u se broj različitih postrojenja za proizvodnju sintetičkih goriva stalno povećava, a očekuje se da će prvo postrojenje za komercijalnu uporabu pustiti u pogon u 2015. godini.
Tvrtka American Clean Coal Fuels, u njihovom projektu Illinois Clean Fuel, razvija Fischer Tropsch proces pretvorbe biomase i ugljena u naftu s proizvodnjom 30 000 barela sintetičke nafte dnevno s procesom skupljanja i skladištenja ugljika(poznatim kao CCS) u gradu Oakland, Illinois.

Tvrtka Baard Energy, u svom projektu Ohio River Clean Fuels, razvija Fischer Tropschov proces pretvorbe plina i biomase u naftu s očekivanom proizvodnjom od 53 000 barela dnevno. Do kraja financiranja projekta, u Baardu očekuju da će početi s pripremom projekta do kraja 2009., a da će se postrojenje izgraditi u 2010. Prvo puštanje u pogon postrojenja moglo bi se dogoditi u 2013, a puni kapacitet proizvodnje trebao bi se dostići u 2015.

Tvrtka Rentech razvija postrojenje s Fischer Tropschovim procesom s očekivanom proizvodnjom od 29 600 barela dnevno u gradu Natchez, Mississippi.

Projekt je napušten, a tvrtka ne planira neovisan razvoj energetskog projekta.

Tvrtka DKRW Advanced Fuels LLC razvija proces proizvodnje 10 600 barela dnevno
 pretvorbom metanola u benzin (Mobil proces), te ugljena u tekućinu s procesom hvatanja i vezivanja ugljika (sa svrhom povećanja iscrpka nafte)u mjestu Medicine Bow, Wyoming.
 Očekuje se da će postrojene početi s radom tijekom 2015. godine.

#### Njemačka
Choren Industries iz Freiburga, Njemačka ima jedno funkcionalno demostracijsko postrojenje u kojem se obavlja Fischer Tropsch proces pretvorbe biomase u kapljevinu (BTL) kapaciteta 300 barela dnevno.

#### Indija
Tvrtka Bioleum Resources gradi prvo postrojenje u Indiji u kojem će se vršti pretvorba biomase u naftu u gradu Pune.

### Zrakoplovno gorivo
Poduzeti su veliki napori da bi razna sintetička goriva dobila odobrenje za korištenje u međunarodnoj zračnoj floti. Postignuće je ostvareno zahvaljujući inicijativi udruge iz SAD-a za poticanje komercijalnog korištenja alternativnih goriva(CAAFI),
 koji je također podržan od američkih zračnih snaga koje također imaju u planu korištenje sintetičkih goriva.  
Američke zračne snage su postigle dogovor glede korištenja sintetičkih goriva u mješavini s klasičnim gorivom omjeru 50/50 na 99% svoje flote.  Udruga CAAFI je također uspjela u potpunoj certifikaciji za korištenje sintetičkog goriva u omjeru 50/50 za uporabu u civilnoj zračnoj plovidbi.
Tvrtka Sasol je objavila da su postigli prvi dogovor za 100%-tno korištenje sintetičkog zrakoplovnog goriva donesenog od strane globalne zrakoplovne komisije. 12. listopada 2009., Qatar Airways Airbus A340-600 napravio je prvi komercijalni let koristeći smjesu kerozina i sintetičkog goriva na letu iz Londona u Dohu.
15. srpnja 2011., Lufthansa je uvela biogoriva na pokusni period 6 mjeseci u njezinim standardnim letovima. Odabrana ruta pokusnih letova je Hamburg-Frankfurt-Hamburg, a obavlja se Airbusom 321.

### JBUFF gorivo
Buduće mješavine i formule goriva mogle bi rezultirati JBUFF gorivom (eng. Joint Battlespace Use Fuel of the Future). JBUFF goriva će omogućiti brzu implementaciju i logističko poboljšanje za vojne i hitne pomoći sredinama gdje razna oprema može upravljati i funkcionirati s jednom vrstom goriva.

Tvrtka ISFuel Incorporated je nedavno predstavila patent za potpuno korištenje sintetičkog goriva.

### Početni korisnici
Osim svojim naporima za certificiranje, američke zračne snage javno su obznanile da imaju namjeru koristiti sintetička goriva za polovicu svojih letova do 2016. godine. Komercijalna zrakoplovna industrija, dogovara uvjete s potencijalnim dobavljačima preko udruge CAAFI, nastojeći si osigurati sigurne izvore goriva.
Ministarstvo energetike SAD-a procjenjuje da će domaća potrošnja sintetičkog goriva, proizvedenog iz ugljena i prirodnog plina rasti do 3,7 milijuna barela dnevno do 2030. godine s prosječnom cijenom od 57$ po barelu.

### Netransportno sintetičko gorivo
Brojne američke kompanije: TECO Energy, Progress Energy Inc., DTE Energy i Marriott International također su iskoristile dane kredite za razvoj tehnologije proizvodnje nafte iz ugljena još u 70-im godinama prošlog stoljeća, a mnogi njihovi proizvodi koji ispunjavanju uvjete za subvencije nisu prava sintetička goriva.
Industija ugljena koristi kredit za povećanje profita na postrojenjima za spaljivanje ugljena uvođenjem predprocesa koji zadovoljavaju tehničke propise.  Ponekad porez ima veliki utjecaj na ekonomsku isplativost postrojenja. Kredit za korištenje sintetičkih goriva se koristi zbog pojeftinjenja plina 80-ih godina, jer su tada prestali projekti za stvaranje sintetičkih goriva, a njegov nastavak dobro je došao za lobiste tog projekta jer provođene tih kredita košta porezne obveznike 9 milijardi dolara godišnje.
 
Ukupna proizvodnja sintetičkih goriva u SAD-u je dosegla 73 milijuna tona godišnje 2002. godine.

## Ekonomija
Ekonomika proizvodnje sintetičkog goriva se uvelike razlikuje ovisno o korištenoj sirovini, točnije količini zaposlenih, karakteristikama sirovina i transportnim troškovima, te troškovima dodatne opreme za kontrolu emisije. Primjeri napisani u nastavku ukazuju ukazuju na široki raspon troškova između 20$ po barelu za veliku proizvodnju do 240$ po barelu za malu proizvodnju s dodatnim procesom sakupljanja i skladištenja ugljika (CCS).
Da bi bili ekonomski održivi, projekti ne smiju biti bok uz bok s naftom, već puno bolji. Oni moraju generirati suficit da bi mogli vratiti kapital uložen u projekt.

### Ekonomika GTL-a
Za sintetička goriva napravljena iz prirodnog plina GTL procesom, u postrojenjima za veliku proizvodnju na Bliskom istoku (gdje je plin relativno jeftin), očekuje se da će biti konkurentna standardnim naftinm derivatima s cijenom od približno 20$ po barelu.

Nedavo su u Shellu uočili da proizvodnja sintetičkih goriva postaje sve isplativija. Kompanija je sagradila GTL postrojenje u Kataru,  2011. godine. 
Kada se pusti u pogon bit će u stanju proizvoditi 300 000 barela nafte dnevno i drugih derivata koristeći prirodni plin kao sirovinu.

### Ekonomika CTL-a, CBTL-a i BTL-a
Prema studiji izrađenoj u prosincu 2007., srednje veliko postrojenje (30 000 barela dnevno) koje koristi CTL proces sa sjedištem u SAD-u koristeći bitumenski ugljen bi trebalo biti kompetitivno s cijenom proizvodnje od približno 52-56$ po barelu. Dodavanje tehnologija za sakupljanje ugljika i njegovo pohranjivanje u gorivo povisit će cijenu proizvodnje za 10$ po barelu, iako se to može kompenzirati povećanom količinom iscrpka nafte, ili od strane poreznih kredita
Nedavna NETL studija je ispitala ekonomiku mnogobrojnih različitih Fischer Tropschovih procesa koji koriste biomasu i druge sirovine. 
Ta studija je odredila cijenu goriva pri kojoj postrojenje neće biti isplativo.

Ovo poglavlje daje detalje analize iz koje proizlazi zahtjevana prodajna cijena dieselskih goriva FT procesom u svrhu utvrđivanja ekonomske izvedivosti i relativne konkurentnosti različitih opcija pojedinih postrojenja. Analiza osjetljivosti je izvedena kako bi se utvrdilo kako kontrole emisije ugljika utječu na cijene transportnih goriva i naftnih derivata dobivenih iz različitih postrojenja.Ključni nalazi ove analize su:
(1) CTL postrojenje opremljeno CCS su konkurentniji od sirove nafte i imaju manju emisiju stakleničkih plinova od standardnih naftnih derivata. Ova postrojenja postaju sve više ekonomski isplativa kako cijena emisije stakleničkih plinova raste.
(2) Inkrementalni trošak dodavanja jednostavnog CCS-a je relativno mal (7 centa po galonu) zato što je hvatanje CO2 sastavni dio FT procesa. Ova opcija postat će ekonomski isplativa kada cijena emisije CO2 dodatno poraste.
(3) BTL procesi su sputani ograničenom količinom sirovina biomase što utječe na veličinu postrojenja a time ograničava i ekonomske razmjere čitavom projekta. U kombinaciji s relativno visokim troškovima dobivanja diesela FT procesom slijedi mala usporedba: $6.45 - $6.96/galonu za BTL procese i $2.56 -$2.82/galonu za CTL i CBTL sustave opremljene s CCS-om.
Zaključak na temelju ovih nalaza ukazuje da CTL i CBTL sustav s CCS-om može ponuditi pragmatičnija rješenja pojedine nacionalne energetske strategije: Smanjenje emisije CO2 su primjetne (5% - 33% ispod naftne osnovice). Ove opcije su ekonomski isplative kada imamo cijene sirove nafte po barelu od 86-95$.

Ova ekonomika se na brzinu može promijeniti ako bi došlo do većih izvora biomase s niskom cijenom sirovine, smanjenjem ulaznih troškova za biomasu, te povećanjem razmjera proizvodnje.
Ekonomika proizvodnje postrojenja koja koriste krute sirovine i FT proces još su nedefinirani zbog regulacije i cijena emisije stakleničkih plinova. Generalno gledajući, neće biti dozvoljena gradnja CTL postrojenja bez CCS, jer CTL+CCS postrojenja imaju manju emisiju CO2 od konvencionalnih postrojenja, a regulacija emisije CO2 očekivano bi trebala pozitivno utjecati na povećanje proizvodnje sintetičkih goriva. Ali to može utjecati na ekonomiju drugih procesa koncipiranih na drugi način. NETL studija je uzela miješani CBTL proces koristeći 5-15% biomase zajedno s ugljenom kao najisplativijom sirovinom i raspon cijena ugljika u nekim budućim scenarijima. Nažalost, zbog razmjera i troškova ograničenja, čisti BTL procesi nisu prošli kod pretpostavljene povišene cijene ugljika, iako se to može popraviti s boljim izborom sirovina i učinkovitijim te razmjerno većim projektima.

#### Ekonomika direktnog ukapljivanja ugljena u Kini
Shenhua Group je nedavno izvjestila da njihov proces direktnog ukapljivanja ugljena je konkurentan s cijenama nafte iznad 60 dolara po barelu. Prethodna izvješća predvidjela su trošak proizvodnje manje od 30 dolara po barelu, baziran na procesu direktnog ukapljivanja ugljena ako je cijena ugljena iz iskopa ispod 10 dolara po toni.

U listopadu 2011., stvarna cijena ugljena u Kini je bila viša od 135 dolara po toni.

## Sigurnosna razmatranja
Glavno razmatranje za razvoj sintetičkih goriva je faktor sigurnosti opskrbe gorivom iz vlastite biomase i ugljena. Nacije koje su bogate biomasom i ugljenom mogu koristiti sintetička goriva kako bi uravnotežili uporabu naftnih derivata i stranih ulja.

## Razmatranja o okolišu
Utjecaj na okoliš pojedinog sintetičkog goriva ovisi o postupku proizvodnje, koje se sirovine koriste, koje kontrole zagađenja se koriste i koja je transportna udaljenost za nabavu sirovine i dostavljanje konačnog proizvoda.

U mnogim mjestima razvoj projekta neće biti moguć zbog postojećih ograničenja, ako dizajn izabranog procesa ne zadovoljava domaće potrebe za čistim zrakom, vodom i sve više - životni ciklus emisije stakleničkih plinova.

### Životni ciklus emisije stakleničkih plinova
Među različitim indirektnim tehnologijama proizvodnje sintetičkih goriva FT procesom razlikuju se potencijalne emisije stakleničkih plinova. Tehnologija pretvorbe ugljika u kapljevinu (CTL) bez tehnologije hvatanja i sakupljanja ugljika (CCS) ima čak znatno višu emisiju stakleničkih plinova nego proizvodnja standardnih konvencionalnih naftnih derivata (+147%).
S druge strane, tehnologija pretvorbe biomase u kapljevinu s CCS-om bi mogla smanjiti 358% emisiju stakleničkih plinova. 
Oba od ovih postrojenja koriste procese rasplinjavanja i FT pretvorbu, ali oni kao što vidimo imaju različit utjecaj na okoliš.
Općenito, CTL proces bez CCS-a ima veću emisiju stakleničkih plinova. CTL s CCS-om ima 9-15% smanjenje životnog ciklusa emisije stakleničkih plinova ako ga usporedimo s proizvodnjom diesela.
CBTL+CCS postrojenje koje je spoj biomase zajedno s ugljenom i procesom hvatanja i sakupljanja ugljika ima manju emisiju što se više biomase dodaje u proces. Ovisno o vrsti biomase, načinu skladištenja, transportnoj logistici na 40% biomase u kombinaciji s ugljenom, CBTL+CCS postrojenje postiže neutralan životni ciklus emisije ugljika koji nije štetan po okoliš. Na više od 40% biomase, životni ciklus postaje pozitivan i efektivno se može spremati u zemlju svaki galon goriva koji se proizvodi.
Konačno BTL postrojenja počinju koristiti CCS tehnologiju za spremanje ogromnih količina ugljika pri proizvodnji transportnih goriva iz održivo proizvedene sirovine od biomase, iako postoje brojne značajne ekonomske prepreke i nekoliko tehničkih zapreka koje otežavaju razvoj takvih postrojenja.
Ozbiljna razmatranja moraje se također dati vrsti i načinu nabave sirovine i za ugljen i za biomasu korištenu u takvim postrojenjima, kako nepromišljeni razvoje ne bi uzrokovao ekološke probleme uzrokovane otvaranjem novih rudnika, pretjerano korištenje zemljišta, otjecanje gnojiva, hrana vs. gorivo koncerni ili mnogi drugi potencijalni faktori. Ovisno o svim definiranim faktorima donesenim pri dizajnu postrojenja.
Studija SAD-ovog Ministarstva za energetiku daje puno više dubinskih informacija CBTL-ovom životnom ciklusu emisije stakleničkih plinova pod naslovom "Affordable Low Carbon Diesel from Domestic Coal and Biomass": http://www.netl.doe.gov/energy-analyses/pubs/CBTL%20Final%20Report.pdf  Arhivirana inačica izvorne stranice od 20. veljače 2013. (Wayback Machine)
Hibridni vodik-ugljik procesi su nedavno predloženi kao još jedna alternativa zatvorenog ciklusa emisije stakleničkih plinova, koristeći 'ekološku' električnu energiju, reciklirani CO,  H2 i hvatani CO2 s biomasom na ulazu kao način smanjenja korištenja potrebne biomase.

### Emisija goriva
Goriva proizvedena različitm procesima sintetičke pretvorbe imaju potencijalni široki spektar utjecaja na okoliš, iako postoji tendencija da utjecaj bude ujednačen na temelju korištenog procesa sintetičke pretvorbe goriva (npr. emisije stakleničkih plinova u FT procesa pri proizvodnji diesela bi trebale biti slične, iako je njihov utjecaj često različit ovisno o postrojenju u kojem je to gorivo proizvedeno, koje opet ovisi o sirovinama i razini promatranja (preciznosti) procesa sakupljanja stakleničkih plinova. 
Konkretno, Fischer Tropsch diesel i mlazna goriva imaju smanjenu emisiju stakleničkih plinova po svim glavnim kriterijima kao što je emisija SOx, NOx, lebdeće čestice i emisija čestica ugljikovodika. Ova goriva, zbog svoje visoke razine čistoće i nedostatka onečiščivaća dodatno omogućuju korištenje napredne tehnologije za kontrolu emisija stakleničkih plinova, koja je pokazala da je gotovo eliminirana emisija ugljikovodika, CO i sitnih čestica iz dizelskih vozila.
U svjedočenju pred Odborom da energetiku i zaštitu okoliša u SAD-u u zastupničkom domu višu znanstvenik s Rentecha je dao sljedeću izjavu:

FT goriva nude brojne pogodnosti za uporabu u zrakoplovstvu. Prva je neposredno smanjenje emisije štetnih čestica. FT mlazno gorivo je pokazalo u laboratorijskim uređajima i potrošačima smanjenje emisije mikročestica za 96% u mirovanju i 78% u punom pogonu. Vrednovanje smanjenja drugih emisija turbinskih strojeva je još u tijeku. Usporedno sa smanjenjem mikročestica je istovremeno smanjenje emisije CO2  iz FT goriva. FT goriva sama sebi smanjuju emisiju CO2 jer goriva imaju veću ogrjevnu vrijednost po sadržaju ugljika u gorivu, a gorivo je manje gustoće od konvencionalnog mlaznog goriva čime se u biti smanjuje masa zrakoplova u odnosu na onaj koji koristi klasično gorivo.

Čistoća FT sintetičkih goriva dodatno se pokazuje činjenicom da su dovoljno netkoksični i ekološki benigni da se mogu smatrati biorazgradivima. To je prije svega posljedica nedostatka sumpora i ekstremno mala količina aromata prisutnih u gorivu.

## Održivost
Najčešća briga u razvoju nekog postrojenja je njegova održivost. U osnovi, prelazak s ulja na ugljen ili prirodni plin za proizvodnju transportnih goriva je tranzicija iz jednog osiromašenog izvora na drugi.
Jedna od pozitivnih karakteristika definiranja sintetičkog goriva kod proizvodnje je mogućnost da se koristi više sirovina (ugljen, plin ili biomasa) za proizvodnju istog proizvoda od istog postrojenja. U slučaju hibridnih CBTL postrojenja, neka postrojenja već planiraju korištenje značajnih količina biomase u kombinaciji s ugljenom. U konačnici, s obzirom na dobru lokaciju s velikom dostupnošću biomase, i dovoljno visoke cijene nafte, postrojenja za proizvodnju sintetičkih goriva mogu biti prebačena s ugljena ili plina na 100% sirovinu biomase. To osigurava put prema naprijed za obnovljive izvore goriva i osigurava veću održivost, čak i ako je postrojenje prvotno namijenjeno za proizvodnju goriva iz ugljena, što čini infrastrukturu dovoljno naprednu ako dođe do nestanka izvora fosilnih goriva. 
Neki procesi sintetičke pretvorbe goriva mogu biti održivi više od drugih, ovisno o tipu procesa koji se koristi u proizvodnji. To je jako važna pretpostavka kod dizajna jer kod razvoja tehnologije u budućnosti mora biti dodatnog prostora za implementaciju novih tehnologija na postrojenje.

## Vanjske poveznice
- Alliance for Synthetic Fuels in Europe  Arhivirana inačica izvorne stranice od 4. travnja 2013. (Wayback Machine)
- Gas to liquids technology worldwide, ACTED Consultants  Arhivirana inačica izvorne stranice od 20. veljače 2017. (Wayback Machine)
- Synfuel Producers Hit Paydirt!  Arhivirana inačica izvorne stranice od 3. rujna 2005. (Wayback Machine) (NCPA Policy Digest) - an analysis of synfuel subsidies in the USA
- US DoD launches quest for energy self-sufficiency Jane's Defence Weekly, 25 September 2006
- Alberta Oil Sands Discovery Centre  Arhivirana inačica izvorne stranice od 29. rujna 2007. (Wayback Machine)
- Bitumen and Synthetic Crude Oil  Arhivirana inačica izvorne stranice od 29. rujna 2007. (Wayback Machine)
- EU project to convert CO2 to liquid fuels  Arhivirana inačica izvorne stranice od 2. ožujka 2008. (Wayback Machine)
- Fourth generation synthetic fuels using synthetic life. Lecture by Craig Venter  Arhivirana inačica izvorne stranice od 20. lipnja 2008. (Wayback Machine)